# Holidays in the Sun
Singles de Sex Pistols
Pretty Vacant
(1977) No One Is Innocent
(1978)
Holidays in the Sun est une chanson des Sex Pistols sortie en octobre 1977 sur l'album Never Mind the Bollocks, Here's the Sex Pistols.
C'est le quatrième single du groupe. Comme ses trois prédécesseurs, Anarchy in the U.K., God Save the Queen et Pretty Vacant, elle se classe dans le Top 10 des ventes au Royaume-Uni en atteignant la 8e place.